# حسینیه، جسر الشغور
حسینیه (به عربی: الحسینیة) یک روستا در سوریه است که در ناحیه مرکزی جسر الشغور واقع شده‌است. حسینیه ۴۵۰ نفر جمعیت دارد.